# 牛棚 (文革用语)
文革时期牛棚是指各单位（机关、团体、学校、工厂、村镇、街道）自行设立的拘禁该单位知识分子的地方。始于1966年夏天。
牛棚的生活居住条件极差，对居住在里面的人有极大的健康损害。

## 來源
“牛棚”于1966年6月1日人民日报社论《横扫一切牛鬼蛇神》后大量产生，最早于1966年7月出现在北京。当时已经被“打倒”的北京市委书记刘仁等，被关进设在北京郊区昌平县清华大学200号（即清华分校，当时所谓保密专业的代号）附近一个叫做“反修堡”的地方。与此同时，“牛棚”的雏形也在北京大学出现。它由“红卫兵”以“革命”的名义擅自设立，被拘禁者动辄受到随意的辱骂、殴打、批斗。在1966年7月至9月期间，北大被监管劳动的“牛鬼蛇神”晚上还被允许回家、回宿舍；但是从9月27日开始，出现了全天候关押“牛鬼蛇神”的“牛棚”，地点在北京郊区昌平县十三陵附近一个叫做“太平庄”的地方。北京大学前副校长郝斌在回忆历北大史系教授向达的《我要有个三长两短》、回忆同事罗荣渠的《“牛棚”内外忆老罗》以及《老来忆“牛棚”》等文以及《流水何曾洗是非——北大“牛棚”一角》（2013年，台北，大块文化出版公司）中，对1966年至1968年太平庄“牛棚”里的反人道内幕作了详实的记录。北京大学前副校长季羡林著有《牛棚杂忆》，该书记述的是1968年建于校园内的北大规模最大的“牛棚”里发生的种种恶行。。“牛棚”在1969年大批国家机关干部及高校教师被下放插隊之後不复存在。“下放”与“牛棚”是两个完全不同的概念，它们分别存在于不同的历史时期。被拘禁者包括被扣上地富反坏右、叛徒、特务、走资派、资产阶级反动学术权威等“帽子”的所谓有“问题”的人。“牛鬼”的认定（定义、判定、审批），多少带有随意性。它是一种对被打入另册者监督、专政、进行思想和劳动双重“改造”的制度工具。

## 定義與分類
牛棚只是约定俗成的民间别称，不见于正式文件、报道；其正式称呼为“集训队”、“管教队”乃至“劳改队”等等，各单位称呼不同，也称“黑帮大院”。牛棚的设立，从其没有司法和公安机关授权（公检法也被砸烂）的意义上来看是非法的，但也算不上是私设的，因为它非常公开，在当时的历史条件下没有人敢于质疑它。它是由非政府职能部门（如公、检、法）的企业单位、事业单位、学校和机关擅自设置的，虽无法制根据，但在当时却是被容忍甚至鼓励的，因此它是群众专政的具体形式之一，也是“文革”期间法制遭到彻底践踏、人格遭到彻底践踏的具体实例之一。
把人住的地方称牛棚，一则住的人是牛鬼，而牛鬼不是人民亦不是人，与牛就有了可比性；二则住宿、伙食等物质条件差，类比为牛圈也相似；三则住者的待遇也是非人的，没有自由，强制检讨，经常性挨批斗，动辄被打骂，比牛还不如（为了保障耕作服役，牛还能得到饲养、休息等优待）。
牛棚虽然分临时性拘禁的短期设置和制度性强迫看押劳动的长期安排，但都是变相的监狱，被关入“牛棚”者没有人身自由，没有言论自由。有人误以为临时性的牛棚就是“学习班”，但“学习班”跟牛棚不可同日而语。“学习班”有两种，均出现在“文革”中期：最常见的一种是“最新指示”发布后的临时集中学习，机关院校的工作人员、教师学生都被要求普遍参加；另一种是半强制性的洗脑班，参加者一般都是被认为“有问题”但可以教育好的人，在洗脑期间一般不会受到侮辱、打骂。有人以为长期牛棚就是“五七干校”，但“五七干校”出现在“文革”最疯狂的前三年之后，当时中央机关大批干部以及高校大批教师被迫离开城市，“下放”劳动。在乡下，他们虽然被要求集体住宿、统一劳动，实行半军事化或军事化管制，但实际上有相当程度的人身自由，并被允许每年一次回城探亲。杨绛著《干校六记》记述的就是中国科学院哲学社会科学部（后来的中国社会科学院）各研究所的科研人员被下放到河南省的一些经历。“五七干校”、“下放”劳动与文革早期的“牛棚”在时间上完全不重合，性质也极不相同。

## 與監獄的異同
从对被管辖者、羁押者有行政的、人身的强制限制权看，与监狱无異，带有准监狱性质。但它既不像监狱那样有成套的规章制度，牛棚相对地較松散（有時甚至可以說毫無規章可言），却又比监狱对人的处置更随意、更残忍、更血腥：可随意连续“提审”，用尽体罚强令被羁押者按提审者的要求指证。尤其可怕的是，正式监狱的看管者不认识被监管者，也不负责审讯（即使是互相認識，獄監的看管者亦無權也不可擅自施行此程序）。这里的看管者认识被监管者，甚至有直接的利害关系，其经常性的审讯针对性极强。

## 生活
为便于管理，批斗时随叫随到，也为了让拘禁者学习、检讨，改造思想，把他们都集中起来圈到一个办公室、教室、仓库、寺庙，或废弃不用、狭小阴湿的暗房之类的公用建筑里，一天24小时不准回家，吃喝拉撒睡都在此。剥夺其自由支配非工作时间、人身自由不得被非法干预的处置权。
牛棚生活由劳动和侮辱、折磨（包括批斗、写检讨、接受带有既定结论的外调等）组成。上、下午都在工人安排、监督下从事体力劳动（搬砖、运沙、抬煤、大田农活等后勤）。同时进行的清理阶级队伍、清查“五一六”运动，接连不断。检讨、思想汇报不是要让当事人过关，而是作为挑刺、寻找打击目标的突破口，稍有前后不一、措辞不当的表述都会成为撒谎、反攻倒算的口实，遭到严厉追究、拷打。在指定时间里向毛泽东像低头请罪，用别人罗织的罪名诅咒自己。强迫抄录、背毛语录，错一个字就要挨训斥、打耳光。连通信都要交检查。

## 文革後牛棚的身份代表
有人认为，文革当中关过牛棚成为一种身份见证，说明被关者有学问、有资历、有道德、有勇气、有人品，受过迫害，一定是好人，因此有人把这种经历当成了一种可以向人夸耀、炫示的资本。
其实被关进牛棚的人当中，有好人，也有坏人。后者不是因为坏才被关进牛棚，而是进了牛棚以后，常常为了给自己换得一点较好的待遇而出卖别人。因此，牛棚里告密的事情时有发生。进了牛棚的人都受迫害，这是不争的事实；但在受到“红卫兵”的迫害之外还要承受告密者的进一步陷害，则是蹲牛棚者最难以容忍的事。
剧作家陈白尘曾用“只有他自己能看懂的符号以及各种各样的‘缩写’”，详细记载过自己长达七年的“牛棚”生涯，即1966年9月11日被“‘解押’回京”至1973年“因心脏病发而被恩准回宁治疗”前“半幽禁”的经历。日记原有11册，经整理出版（仅为原文的十分之一），题为《牛棚日记》。该书记叙的“牛棚”，包括了上述广狭义两种形式。

## 相关文献
- 季羡林. . 中共中央党校出版社. 1998年初版，2005年1月第二版. ISBN 7-5035-3098-7.
- 杨绛. . 三联书店. 1981. CSBN 17002·57.
- 陈白尘. . 三联书店. 1995. ISBN 9787108007957.
- 张光年. . 上海远东出版社. 1997. ISBN 9787806134849.
- 赵丰. . 青海人民出版社. 1999. ISBN 9787225016900.